# Mario De Biasi
Mario De Biasi (Belluno, 2 giugno 1923 – Milano, 27 maggio 2013) è stato un fotografo italiano.

## Biografia

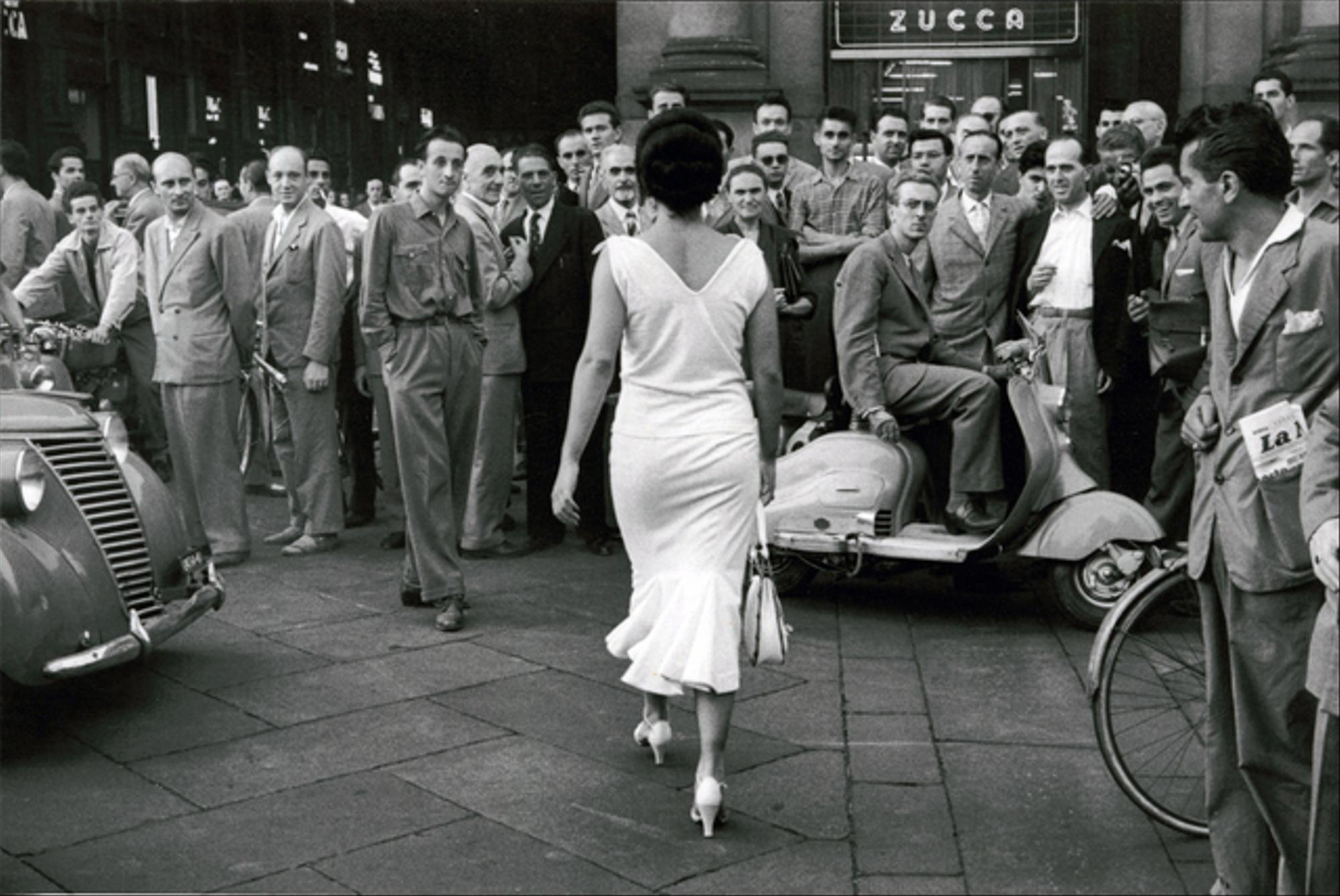
Gli Italiani si voltano fotografia che ritrae Moira Orfei mentre passeggia per Milano nel 1954

Fotografo polivalente, dopo la giovinezza trascorsa a Sois a pochi chilometri da Belluno si trasferisce a Milano; con la rivista Epoca nel 1953 ha iniziato la propria carriera in veste di fotoreporter, durata fino agli anni ottanta. Durante questo trentennio ha effettuato reportage da diversi paesi. Tra questi si ricordano quello sulla rivolta d'Ungheria del 1956, le immagini della New York negli anni cinquanta e ritratti come quelli di Marlene Dietrich, Brigitte Bardot e Sophia Loren.

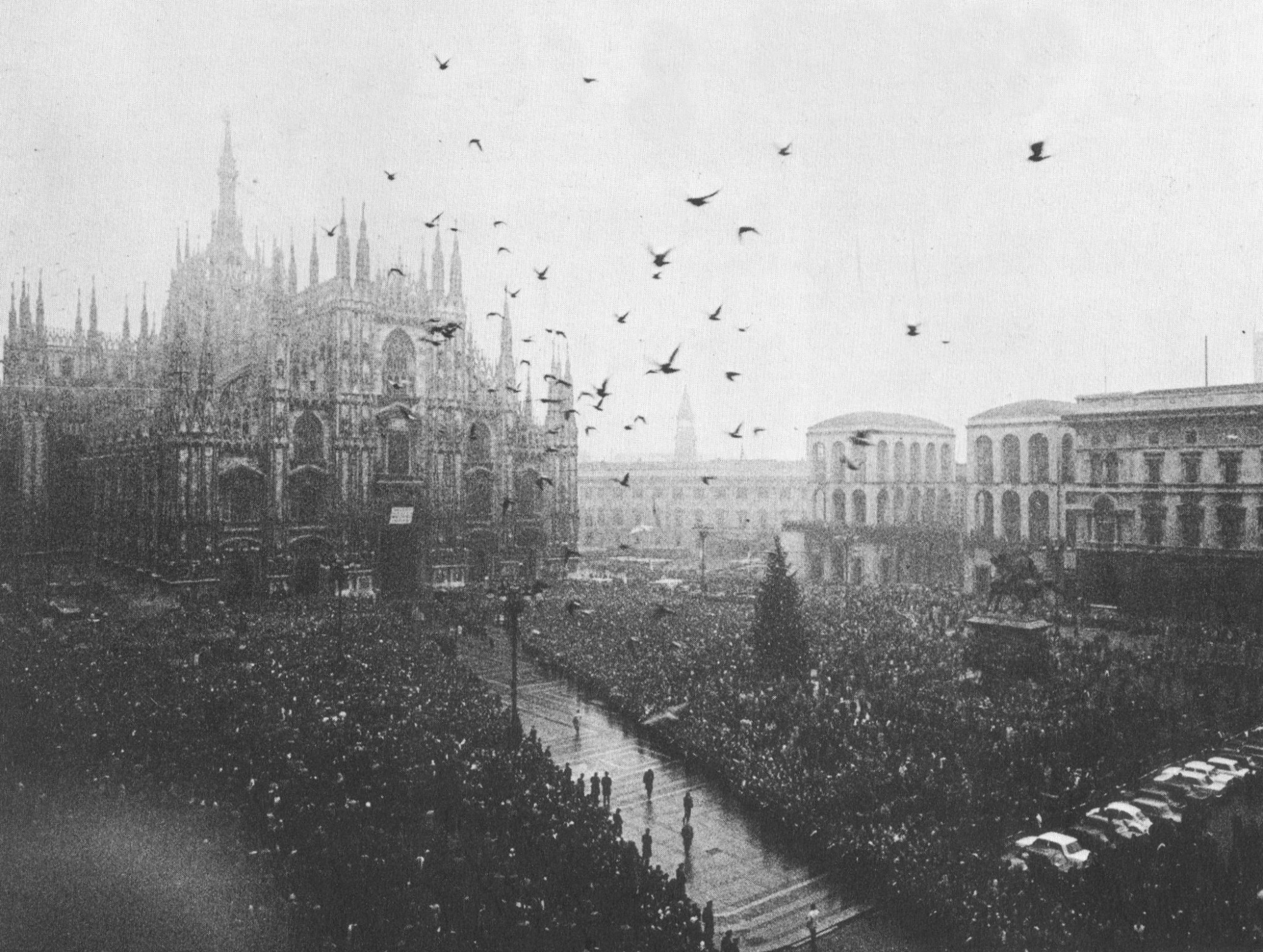
Foto di De Biasi dei funerali delle vittime della strage di piazza Fontana, il 15 dicembre 1969.

Ha esposto nella mostra “The Italian Metamorphosis, 1943-1968” e una sua opera è stata utilizzata come manifesto ufficiale della manifestazione, nel 1994 la sua foto Gli italiani si voltano (in cui è ritratta, di spalle, una giovane Moira Orfei) è stata esposta al museo Guggenheim di New York.
De Biasi si è occupato prevalentemente di cinema, architettura e natura, ha tenuto negli anni mostre e workshop. Nel 1979 ha partecipato insieme a 45 fra i più noti fotografi del mondo a "Venezia 79 la Fotografia", rassegna patrocinata dall'UNESCO e dall'International Center of Photography di NY, tenendo un corso sul reportage. Ha pubblicato diversi libri e ha ricevuto premi e riconoscimenti (fra questi, il "premio Saint Vincent per il Giornalismo" nel 1982 e, nel 2003 il titolo di "Maestro della fotografia italiana", massima onorificenza della Federazione Italiana Associazioni Fotografiche (che, lo stesso anno, gli ha dedicato una monografia).

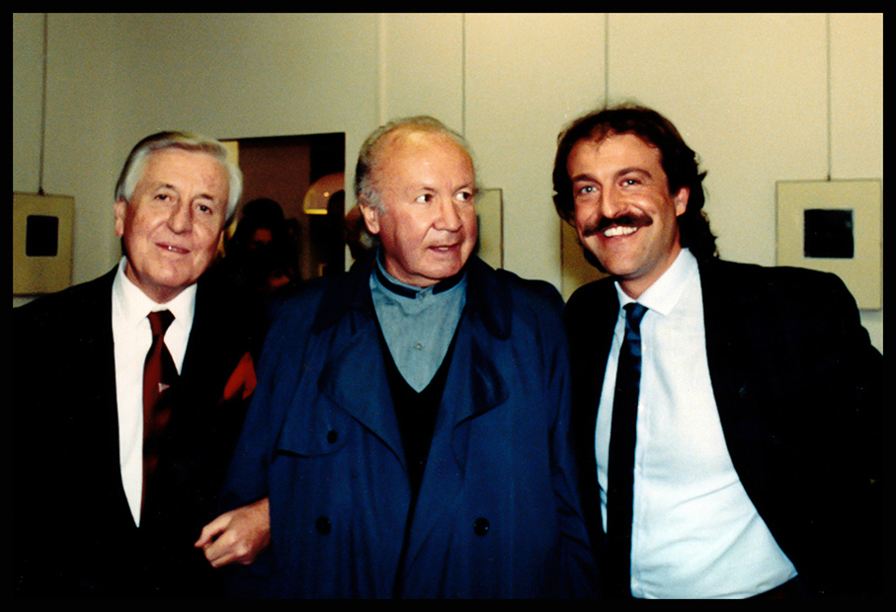
Mario De Biasi (al centro) fra Lanfranco Colombo (il primo a sinistra) e Augusto De Luca, in una fotografia del 1987 al Diaframma di Milano

Il 7 dicembre 2006, su proposta dell'assessore alla Cultura, Vittorio Sgarbi, il comune di Milano gli conferisce la sua massima onorificenza, l'Ambrogino d'oro, con la seguente motivazione: “Bellunese di nascita, ma vissuto quasi sempre a Milano, Mario De Biasi è uno dei decani del fotogiornalismo italiano. Quando inizia la sua ‘ricognizione’ fotografica nella Milano del Dopoguerra è capace di far comprendere l'evoluzione dei costumi e il dinamismo della metropoli. Con le sue immagini offre una chiave di lettura di una città che in quasi sessant'anni subisce trasformazioni tanto significative da renderla spesso irriconoscibile. Da autentico milanese d'importazione, De Biasi, amando profondamente la nostra città, ha saputo interpretare ogni suo piccolo mutamento, ogni magico istante, tutte le realtà più genuine e le luci di una Milano che non ha età.”
Nel 2007 queste immagini furono esposte ed è nata Forma – Centro Internazionale della Fotografia di Milano – la mostra Racconti d'acqua e di vita – Fotografie di Mario De Biasi dal 1948 ad oggi.
Muore il 27 maggio 2013 a 89 anni nella casa di riposo milanese, principessa Jolanda, in cui era in cura già da tempo.
Poche settimane prima, in occasione del Photoshow 2013 di Milano, gli era stato dedicato il premio alla carriera per la sua capacità di raccontare i grandi eventi, ma anche per la sensibilità e la delicatezza con cui si è sempre accostato alle piccole realtà che ha incrociato nel suo cammino.
Cremato, i suoi resti riposano nel cimitero maggiore di Milano, in una celletta insieme alla moglie, e il suo nome è iscritto, assieme a quello di molti personaggi illustri, nel famedio del cimitero monumentale di Milano.
Una mostra, nel centenario dalla nascita, dal titolo Mario De Biasi e Milano. Edizione straordinaria, gli è stata dedicata presso il museo diocesano Carlo Maria Martini dal 14 novembre 2023 al 21 gennaio 2024.

## Mostre
- 1982, Milano, Gocce d'acqua dal mondo e Disegni policromi di animali, Solart Arti Visive
- 1998, Milano, Mangiare nel Mondo - B&Nero, Circolo Filologico Milanese
- 2011, Tokio, Changing Japan. 1950 - 1980, Japan Camera Museum
- 2021, Venezia,  Mario De Biasi. Fotografie 1947-2003,  Tre Oci di Venezia
- 2023, Milano, Mario De Biase e Milano. Edizione straordinaria, Museo Diocesano